# 十字遠環蚓
十字遠環蚓（学名：Amynthas cruxus）为巨蚓科遠環蚓屬下的一个种。